# 洛索亚河畔布伊特拉戈
洛索亚河畔布伊特拉戈，是西班牙马德里自治区的一个市镇，距离马德里74公里。总面积27平方公里，总人口1964人（2013年），人口密度74人/平方公里。